# Femke Boersma

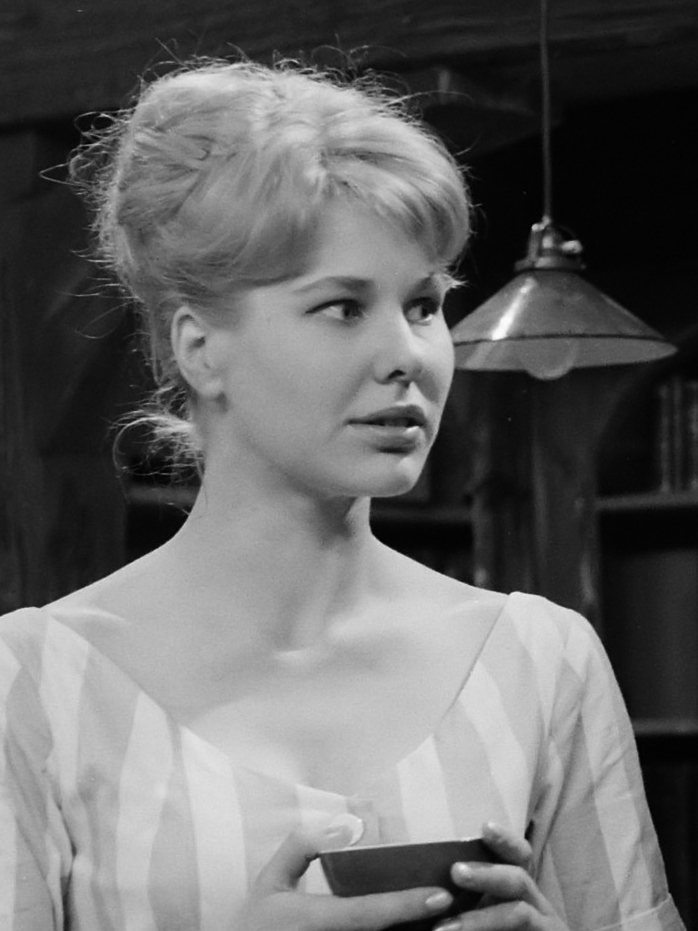
Femke Boersma (1960)

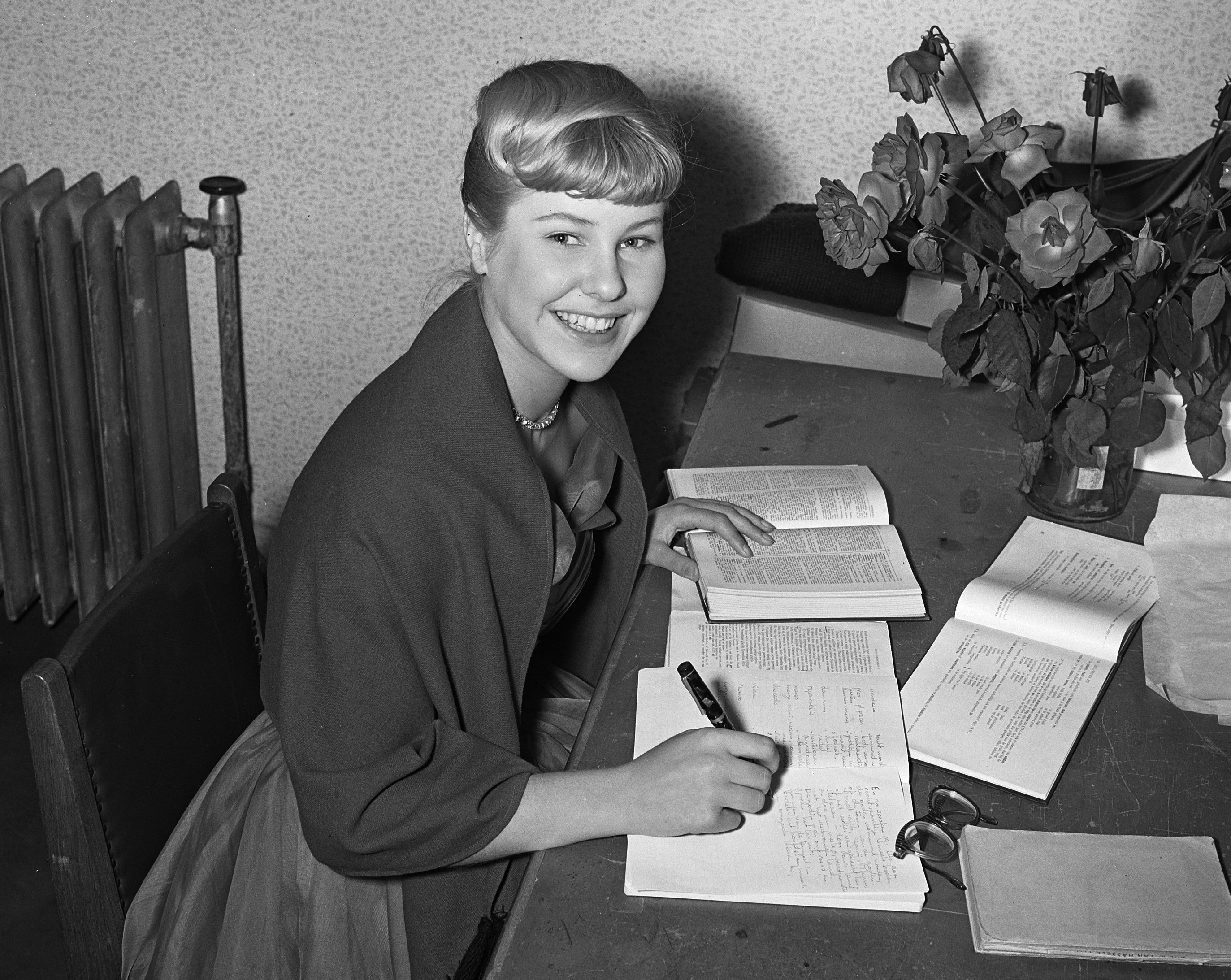
Femke Boersma während der Dreharbeiten von Het wonderlijke leven van Willem Parel (November 1954)

Femke Boersma, auch Femke Talma (* 11. Dezember 1935 in Amsterdam, Niederlande) ist eine niederländische Schauspielerin.

## Karriere
Femke Boersma ist in den Niederlanden eine bekannte Schauspielerin, sie trat dort in den 1960er- bis 1980er-Jahren regelmäßig im Fernsehen auf. In Deutschland ist sie durch die achtteilige Fernsehserie MS Franziska in Erscheinung getreten, dabei spielte sie die Rolle der Schiffersfrau Aavje Wilde.
Boersma begann ihre Karriere 1955 mit einer Rolle im Film Het wonderlijke leven van Willem Parel von Gerard Rutten, in dieser Zeit spielte sie auch unter dem Pseudonym Femke Talma. 1958 bekam sie ihr Diplom von der Amsterdamse Toneelschool (Amsterdamer Theaterschule). Daraufhin erhielt sie einen Vertrag bei dem Ensemble Nederlandse Comedie, welches die Stadsschouwburg Amsterdam als festen Spielort hatte. Dort blieb sie bis 1968. Anschließend war sie an verschiedenen Theatern tätig. Ihre Fernsehkarriere begann 1958 beim niederländischen Sender AVRO mit dem Theaterstück Onder het melkwoud (Unter dem Milchwald) von Dylan Thomas.

## Privatleben
Boersma war mit dem Psychologen Rob Greiner von 1959 bis 1963 verheiratet, mit dem Schauspieler und Regisseur Henk Rigters (1915–2001) von 1964 bis 1975 und mit Frits Bolkestein von 1988 bis zu seinem Tod im Jahr 2025. Sie hat eine Tochter aus erster Ehe.

## Filmografie
- 1955: Het wonderlijke leven van Willem Parel – Angele
- 1960  Vuile Handen - Jessica
- 1961: Zesde Etage – Madeleine
- 1963: Geld te geef – Patricia Elliot
- 1976: Maigret – Lisbeth Popinga
- 1977: MS Franziska – Aavje Wilde
- 1978: Pastorale 1943 – Frau Poerstamper
- 1978: Nacht zonder zegen - Schwägerin
- 1979: Ons goed recht – Trees Bakker
- 1981: Der Flug der Regenvögel (Een Vlucht Regenwulpen) – Krankenschwester
- 1987: De Ratelrat - Mem Scherjoen
- 1989: Medisch Centrum West – Jacqueline Breeveld